# Кочиш, Петер Фюлёп
Петер Фюлёп Кочиш (венг. Kocsis Péter Fülöp, 13 января 1963 года, Сегед, Венгрия) — епископ Хайдудорога Венгерской католической церкви с 2 мая 2008 года и апостольский администратор Мишкольца с 2 мая 2008 года по 5 марта 2011 год.

## Биография
Изучал философию и богословие в Греко-католическом богословском институте святого Афанасия в Ньиредьхазе, Венгрия, а затем педагогику и психологию в Папском Салезианском университете в Риме, Италия, который окончил в 1989 году.
2 августа 1989 года рукоположён в священника.
Служил катехизатором в греко-католической начальной школе в Ньиредьхазе, затем стал приходским пастором в Торнабаракони. В период с 1995 по 1999 год он получил монашеское образование в качестве послушника в двуобрядном бенедиктинском монастыре Шеветонь.
6 ноября 1998 года епископом Хайдудорогским Силардом Керестешом пострижен в монашество с именем Фюлёп (Филипп).
2 мая 2008 года Римский папа Бенедикт XVI назначил Петера Фюлёпа Кочиша епископом Хайдудорога и апостольским администратором Мишкольца.
30 июня 2008 года состоялось рукоположение Перера Фюлёпа Кочиша в епископа, которое совершил апостольский администратор Мишкольца епископ Силард Керестеш в сослужении с архиепископом Прешова Яном Бабьяком и титулярным епископом Боконии Миланом Шашиком.
5 марта 2011 года Петер Фюлёп Кочиш рукоположил в епископа Атаназа Ороса, который был назначен Святым Престолом апостольским экзархом Мишкольца.
20 марта 2015 года при реорганизации церковных административно-территориальных структур Хайдудорогская епархия была возведена в ранг митрополии, а Фюлёп Кочиш стал её архиепископом и главой Венгерской греко-католической церкви.
В июне 2017 года Кочиш с гуманитарной целью посетил Ливан и раздираемую войной Сирию. Он привёз с собой 10 миллионов долларов на восстановление церквей, а также солнечные панели и компьютеры. Во время своей поездки Кочиш встретился с главой Сирийской православной церкви Игнатием Ефремом II, главой Мелькитской церкви Григорием III, главой Сирийской католической церкви Игнатием Иосифом III, маронитским патриархом Бешаром Бутрусом аль-Раи и многими другими христианскими лидерами Ближнего Востока.